# Scorpaena albifimbria
Scorpaena albifimbria är en fiskart som beskrevs av Barton Warren Evermann och Marsh, 1900. Scorpaena albifimbria ingår i släktet Scorpaena och familjen Scorpaenidae. Inga underarter finns listade i Catalogue of Life.